# Ukanc
Ukanc je naselje v Občini Bohinj, ki leži v območju Triglavskega narodnega parka na zahodnem bregu Bohinjskega jezera.
Pretežni del naselja sestavljajo počitniške hiše, nekaj hotelov in počitniških domov. Južno od naselja stoji spodnja postaja nihalke, ki povezuje dolino s smučišči na Voglu, ob južnem bregu jezera pa leži Avtocamp Zlatorog s pristanom za turistično ladjo ter Taborniški center Gozdna šola.
Po legendi naj bi ime Ukanc nastalo iz besedne zveze »u konc'«, kar naj bi pomenilo na koncu sveta, saj naj bi ljudje v preteklosti verjeli, da se pod bližnjo Komarčo svet konča.